# François Béalu
François Béalu est un graveur, dessinateur et peintre né le 7 novembre 1932 à Amilly et mort le 9 février 2020 à Tréduder, en Bretagne, où il vivait depuis 1971.

## Biographie
François Béalu nait à Amilly (Loiret) en 1932. Adolescent il fait ses études à Joigny (Yonne), où il est le seul élève du cours de dessin facultatif. Il découvre les côtes sauvages du nord de la Bretagne avec son oncle Marcel Béalu lors d’un voyage en 1956, voyage qu’il ressent comme un éveil à la vie.  Puis, en 1957, il part pour Stockholm où il gagne sa vie dans une usine de plaquage de bois, et commence à dessiner. Il entreprend un grand voyage en scooter jusqu’en Laponie, et revient par Oslo où il découvre les sculptures du parc de Vigeland.
De retour en France en 1960, il ouvre sa première librairie, La Mandragore, au 17 rue de l’Ouest à Paris, consacrée à la littérature fantastique et à la science-fiction. François Béalu grave sa première planche en 1963. Deux ans plus tard il s’installe rue des Grands Augustins. Il poursuit le dessin et participe à l’illustration des volumes de la collection Encyclopédie Planète. La gravure devient son activité dominante. Ses premières planches sont le reflet de ses dessins antérieurs, fantasmagoriques, où dominent les formes organiques.
Rupture totale en 1971. François Béalu quitte Paris et s’installe dans  les Côtes-d’Armor. Il se consacre dès lors entièrement à la gravure. Après deux années de recherches personnelles il commence une série de corps et de rochers. Les alignements de Carnac et la presqu’île de Quiberon lui inspirent la série des Mégalithes, Expédition aux Mégalithes en 1982 et Retour aux Mégalithes en 1983, deux grandes fresques gravées de trois mètres de long. La technique de gravure privilégiée est alors l’eau-forte et l’aquatinte pour ces œuvres à la fois minérales et organiques.
En 1987 s'ouvre une nouvelle période avec l'abandon du minéral pour le végétal et le retour à la pointe sèche. Comme on le voit dans La vallée blanche, dans le Triptyque vaguement oriental  et dans une série de grands paysages, la technique, plus gestuelle, offre plus de liberté au mouvement. En 1988, il est invité à Asilah (Maroc) pour la réalisation et l’édition d’une estampe, Partition pour Asilah, composée de cinq plaques de zinc imprimées superposées.
C’est en mars 1990 que François Béalu rencontre Gilles Clément, ingénieur et paysagiste. Il lui présente un projet de livre d’artiste l’Éloge de la friche, qui sera publié en 1994 chez Lacourière-Frélaut. Huit pointes sèches de François Béalu avec un texte de Gilles Clément composeront cet ouvrage.  Cette rencontre sera le point de départ d’une amitié et d’un regard partagé sur le paysage. À Tunis, où il participe à une exposition, son regard est attiré par les carreaux de céramique sur les murs des anciennes maisons de la médina. Ils lui inspirent des séries géométriques et des multiples. Avec l’écrivain et philosophe Claude Louis-Combet, il travaille à un livre d’artiste, Paysage des limites, qui sera publié en 1999 aux Éditions Folle Avoine.
Le musée des Jacobins à Morlaix lui consacre une exposition personnelle en 1996 et publie le catalogue raisonné de son œuvre gravé. Il se rend en Pologne et participe à l’exposition Quinze artistes des Côtes d’Armor à Olsztyn.
Le début des années 2000 est une période de recherche dans plusieurs directions pour François Béalu. Un nouveau livre, L’Épuisement de la ligne, est publié avec un texte de Sylvie Lawrence-Friedman. Il expose une centaine de ces pointes sèches, dans le cadre de L’Art dans les chapelles, en 2001. L’artiste réalise aussi des petits éléments de sculpture et commence des impressions sur toile de lin. Il conçoit un CD-Rom interactif Le Carré infini avec les Éditions Commedia. Il publie le livre La Stratégie du périmètre, avec un texte de S. Lawrence et démarre les premiers travaux de la série des Caractères. En 2008, deux nouveaux livres sont publiés : le Gardien des Chutes, dix empreintes de zincs découpés et martelés, avec un texte de S. Lawrence, et, Sur la marge, avec un texte de Gilles Clément. En 2008 et 2009 l’exposition Terres anatomiques est présentée successivement au musée des beaux-arts d’Orléans, au musée du Dessin et de l’Estampe originale de Gravelines, au musée de Soissons-Arsenal et au musée des beaux-arts de Quimper. Cette exposition est accompagnée d’un catalogue édité par les musées.

## Aperçu de l’œuvre

### Du livre à la gravure...
L'univers des premiers dessins et des premières gravures de François Béalu au début des années soixante est un univers fantastique et onirique peuplé de formes organiques. Sa technique de gravure est alors l'eau-forte puis l'aquatinte. Mais cet univers va bientôt laisser la place à la réalité de la terre, de la pierre.

### Un monde à la fois minéral et organique
François Béalu trouve en Bretagne où il s’installe en 1971 une terre d’inspiration. Captivé par la texture, la matière des choses, l’artiste explore la pierre, la roche. Ses impressionnants Mégalithes en sont l’illustration (1982-1983). « Réalisées à l’eau-forte et à l’aquatinte, gravées sur cinq planches réunies en frise elles offrent au regard toute la diversité de la surface – de la peau – de la pierre […] Sensualité de la pierre dont le grain s’apparente à celui de la peau, le morceau de granit se métamorphose en cœur qui bat.»

### Le monde végétal et le paysage
Les paysages deviennent bientôt une nouvelle source d’inspiration. Le graveur réalise à la pointe sèche des gravures aériennes évoquant des paysages qui l’environnent ou ceux entrevus lors de ses voyages, notamment au Maroc ou en Tunisie. Le paysage devient ainsi dans les années 1990 un sujet de prédilection et un sujet de réflexion partagé avec le paysagiste et théoricien Gilles Clément, avec qui François Béalu réalise deux livres d’artistes, Éloge de la Friche en 1994 et Sur la marge en 2008. Un entretien entre l’artiste et le paysagiste/théoricien est filmé par son fils Julien Béalu

### Liberté desmultiples
C'est un véritable infléchissement de la démarche que traduit l’Épuisement de la ligne. Cette série se présente sous un corpus de quelque deux mille dessins, à l'origine d'environ cent-soixante pointes sèches sur zinc. Le Carré infini est un concept d'assemblage de gravures identiques de format carré pour produire une œuvre originale aux visages multiples. « Trouver le point de départ, chercher dans l’alphabet graphique ce qui fut la première lettre, l’interroger sans relâche, dans un temps et un espace quotidien. L’épuisement de la ligne dit bien l’acharnement, la poursuite de l’exercice tenté chaque jour sur les mêmes cahiers. Le jeu entre les mêmes formes géométriques : une ligne, un carré. Le carré est celui du cadre, il en a la politesse. Répété, il disparaît, pour céder la place à la ligne infinie.  (Le Carré infini, 1994). Toujours dans la déclinaison, mais cette fois-ci de signes qui ont en commun leur épaisseur et leur taille, les 123 caractères (2004) peuvent sembler une écriture […] on les lit cependant comme des hiéroglyphes, des idéogrammes, on leur sent un corps proche du nôtre, mais plus opaque, et qui réjouit par sa densité. ».

### Anatomies
Une nouvelle étape voit le jour en 2005. François Béalu retravaille à l’acrylique et aux crayons de couleur des gravures anciennes délaissées. « Les paysages d'hier se muent en paysages du corps ». Ainsi nait la série des Anatomies. « Après avoir été inclus dans la pierre ou le paysage, les corps de François Béalu se détachent du fond qui les possédait. Ramifiés à l’extrême de leurs contours flottants […] leur structure aérienne est révélée par la pointe-sèche. […] leur mouvement est immense : il est dû au fouillis des traits dont ils surgissent, à cette organisation échevelée qui les rend crédibles, primaires et puissants. ».

### Livres d'artiste
- Mappa Mundi ou l'hiver du voyageur. 11 pointes sèches, dimensions 39 × 42 cm, relié pleine peau. Texte inédit de Kenneth White. Impression Ateliers Lacourière-Frélaut. Éditions O.C.G. Michèle Broutta[16] Paris, 1991
- Le chemin vers l'arbre. 6 pointes sèches imprimées à la suite sur deux feuilles d’Arches, l’ensemble 28,5 × 151 cm. 3 ex.  accompagnés dans les marges supérieures d’un texte manuscrit de Kenneth White, 1993
- Éloge de la friche. 8 pointes sèches, dimensions 45 × 38 cm, cousu à la chinoise. Texte inédit de Gilles Clément. Impression Luc Guérin, édition Lacourière–Frélaut. Présenté à la Galerie Dourven[17] en 1994, à l’Espace Electra[18], Paris, à Bourges, Blois et Vannes en 1995
- Paysage des limites. 7 pointes sèches, dimensions 30 × 26 cm, présenté dans une boite, avec un texte inédit de Claude Louis-Combet. Impression des gravures : Luc Guérin, ateliers Lacourière-Frélaut. Éditions Folle Avoine, Bédée, 1993
- L’Épuisement de la ligne, 1999. 12 pointes sèches de 1997, dimensions 16 × 15,5 cm, imprimées sur 4 feuilles d’Arches 23 × 57,5 cm, réparties en 3 fascicules cartonnés. Texte de Sylvie Lawrence imprimé en partie inférieure des pointes sèches. Typographie : Atelier Folle Avoine, 1999
- La sentinelle. 3 pointes sèches de François Béalu et 3 sérigraphies d’Yves Piquet accompagnées d’un texte de Sylvie Lawrence. Dimensions 25 × 22 cm, sous emboitage toile rouge.  Éditions Double Cloche[19], Plouedern, 2002
- La stratégie du périmètre. 6 pointes sèches découpées, dimensions 37 × 22 cm, sous emboitage lithographié. Texte Sylvie Lawrence. Impression et édition Lacourière-Frélaut, Paris, 2003
- Le mot. 3 pointes sèches découpées, imprimées ensuite sur une feuille d'Arches, accompagnées d'un texte de Sylvie Lawrence. Typographie Atelier Folle Avoine, 2007
- Le gardien des chutes. 10 empreintes de zincs découpés, dimensions 28,5 × 19,5 cm, accompagnées d'un texte de Sylvie Lawrence. Édition Folle Avoine, Bédée, 2008

## Expositions personnelles
Depuis 1969 François Béalu a participé à de nombreuses expositions collectives et une vingtaine d'expositions personnelles lui ont été consacrées.
- 1974 : Estampes originales 1968-1973, galerie J.P.R. rue de Seine, Paris 6e
- 1975 : Gravures de François Béalu, musée des Jacobins, Morlaix (texte de M. Préaud : « D’A à Béalu »)
- 1980 : Gravures, galerie Mazarine, Paris (préface de Georges Neveux).
- 1981 : Gravures, Dessins, musée des Jacobins, Morlaix. (Texte de Maxime Préaud : « De l’or noir et blanc »)
- 1984 : Gravures, Centre d'Action Culturelle de Saint-Brieuc[20]
- 1984 : Gravures récentes, galerie James Mayor, Paris
- 1987 : Exposition itinérante conçue et réalisée par la mission Arts plastiques des Côtes-du-Nord à travers le département (Quintin, Belle-île-en-Terre, Guingamp, Dinan, Lannion, Saint-Brieuc), catalogue, entretien avec Danièle Yvergniaux
- 1989 : Gravures-gravures rehaussées-pastels, 1977-1988, galerie Jacques Callot, Le Grand Huit, Rennes, présentée ensuite à la galerie du Sallé à Quimper et aux Ateliers d’art à Douarnenez ; catalogue préfacé par Jean Clair, texte de Maxime Préaud « Tombeau de hasard » (Art et métiers du livre no 153 Ramon Safon).
- 1991 : Les états du paysage, exposition des pointes sèches organisée par le Centre d'Action Culturel de Saint-Brieuc[20] en coproduction avec la galerie Michèle Broutta[16], Paris, l’espace culturel Onyx à Saint-Herblain, le Centre d’Art contemporain à Rouen, la galerie l’Espace l’Orient à Lorient, le Centre d’Action Culturelle de Bonlieu-Annecy[21] et Chamalières, le musée municipal de Soissons (catalogue de l’exposition, introduction d’Alin Avila, texte d’Anne Frostin), exposition jusqu’en 92.
- 1993 : Gravures, galerie Marlies Hanstein[22], Saarbrücken.
- 1994 : Les états du paysage, galerie Mimita, Tunis.
- 1994 : Éloge de la friche, galerie du Dourven à Trédrez-Locquémeau. Exposition conçue autour du livre d’artiste Éloge de la friche de François Béalu et Gilles Clément, éditions Lacourière-Frélaut, catalogue de l’exposition aux éditions Filigranes, textes de Danièle Yvergniaux, Gilles Clément et François Béalu. Exposition présentée à l’Hôtel de ville de Bourges et au musée de Vannes[23] en 1995
- 1996 : A la pointe du regard, l’œuvre gravé 1963-1994, musée des Jacobins de Morlaix[7]
- 1999 : L'Art dans les Chapelles, autour de Pontivy, Morbihan. Présentation de 100 pointes sèches de la série L’Épuisement de la ligne à la chapelle N.D. des Fleurs à Moustoir Rumengol
- 2001 : L’infini des carrés, galerie de l’atelier Lacourière-Frélaut.
- 2001 : Les États du paysage, cinquante pointes sèches exposées au Cabinet des estampes et des dessins de la Ville de Liège (jusqu’en2003)
- 2008 : Terres anatomiques, gravures et dessins, musée des Beaux-arts d’Orléans, musée de l’Estampe originale, Gravelines, musée des Beaux-arts-Arsenal de Soissons, musée des Beaux-arts de Quimper[24]
- 2008 : Sur la marge, autour du livre réalisé par François Béalu et Gilles Clément, galerie et éditions Michèle Broutta, Paris.
- 2011 : François Béalu, Centre d'art de Montrelais[25] (44), gravures et dessins

## Publications
- La course du dauphin, dans le catalogue de l’exposition Cinq graveurs contemporains, 1995-1996
- De pierres et de pointes sèches, propos d’un graveur, Revue Les Nouvelles de l’estampe no 140, 1995
- Vu du ciel, dans le Catalogue Aperçu, 1997
- État mental, Revue Les Nouvelles de l’estampe, no 108, 1998, numéro spécial Les artistes ont la parole.
- Témoignage, dans Une écologie humaniste par Louisa Jones et Gilles Clément, éd. Aubanel, 2006

## Filmographie
- Contribution au film Rembrandt, les Trois Croix, de Bertrand Renaudineau et Gérard Emmanuel da Silva. DVD Gallix Productions[26], Paris François Béalu y révèle, dans son atelier de Tréduder, la pratique de la pointe sèche utilisée par Rembrandt.
- Et du Saint-Esprit, film de Julien Béalu, 1997, disponible au Centre du doc[12]